# Кларк (окръг, Илинойс)
Вижте пояснителната страница за други населени места с името Кларк.
Окръг Кларк (на английски: Clark County) е окръг в щата Илинойс, Съединени американски щати. Площта му е 1308 km², а населението - 17 008 души (2000). Административен център е град Маршал.